# 粟国空港
粟国空港（あぐにくうこう、英: Aguni Airport）は、沖縄県島尻郡粟国村（粟国島）に所在する地方管理空港である。

## 概要
那覇市の北西約60kmに位置する粟国島の中心集落から、北東約2kmに所在する。第三次空港整備五ヶ年計画及び沖縄県振興開発計画に基づき、1976年（昭和51年）12月に建設工事に着手し、1978年（昭和53年）7月、滑走路800mで供用を開始した。
年間利用客数は、国内12,449人（2014年度）。

## 路線
- 那覇空港 - 粟国空港

第一航空による運航。予約成立に限り、月・水・土の各曜日に1往復就航

## 運航状況
2021年（令和3年）7月、第一航空によって那覇空港との間でチャーター方式による固定翼機（ツイン・オッター）の不定期運航が3年3ヶ月ぶりに再開された。なお、運航機材は約60日毎に点検整備が必要と決められており、その都度約2週間程度の運休期間が設けられている。また、粟国村において行事等がある場合は、運航期間や運航時刻が別に設定されるなど、チャーター方式特有の柔軟な運航が行われている。
2015年の第一航空機粟国空港着陸失敗事故より運航は休止、2018年に一時運航再開されたが再び休止していた。

## 沿革

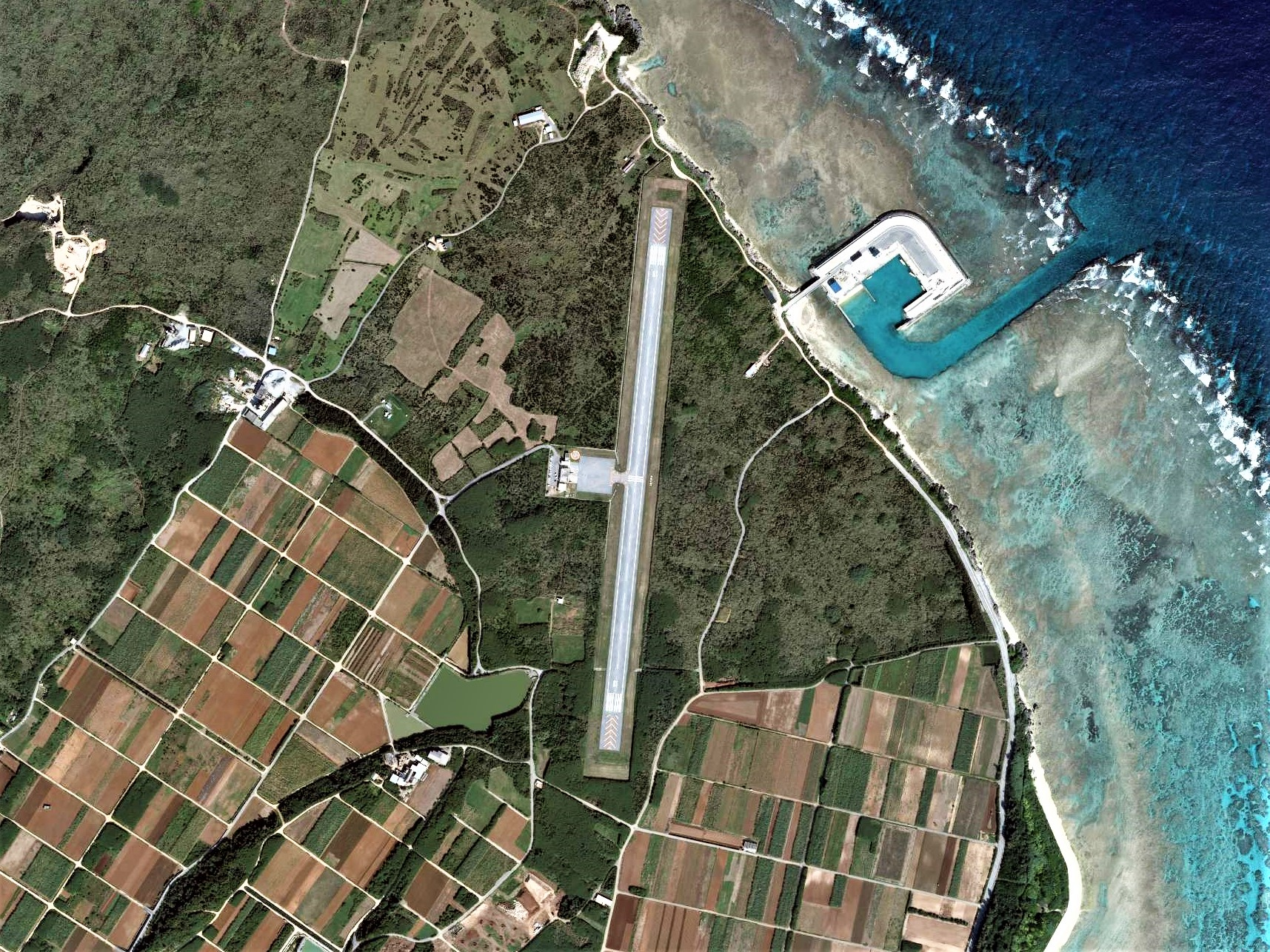
粟国空港付近の空中写真。（2008年）

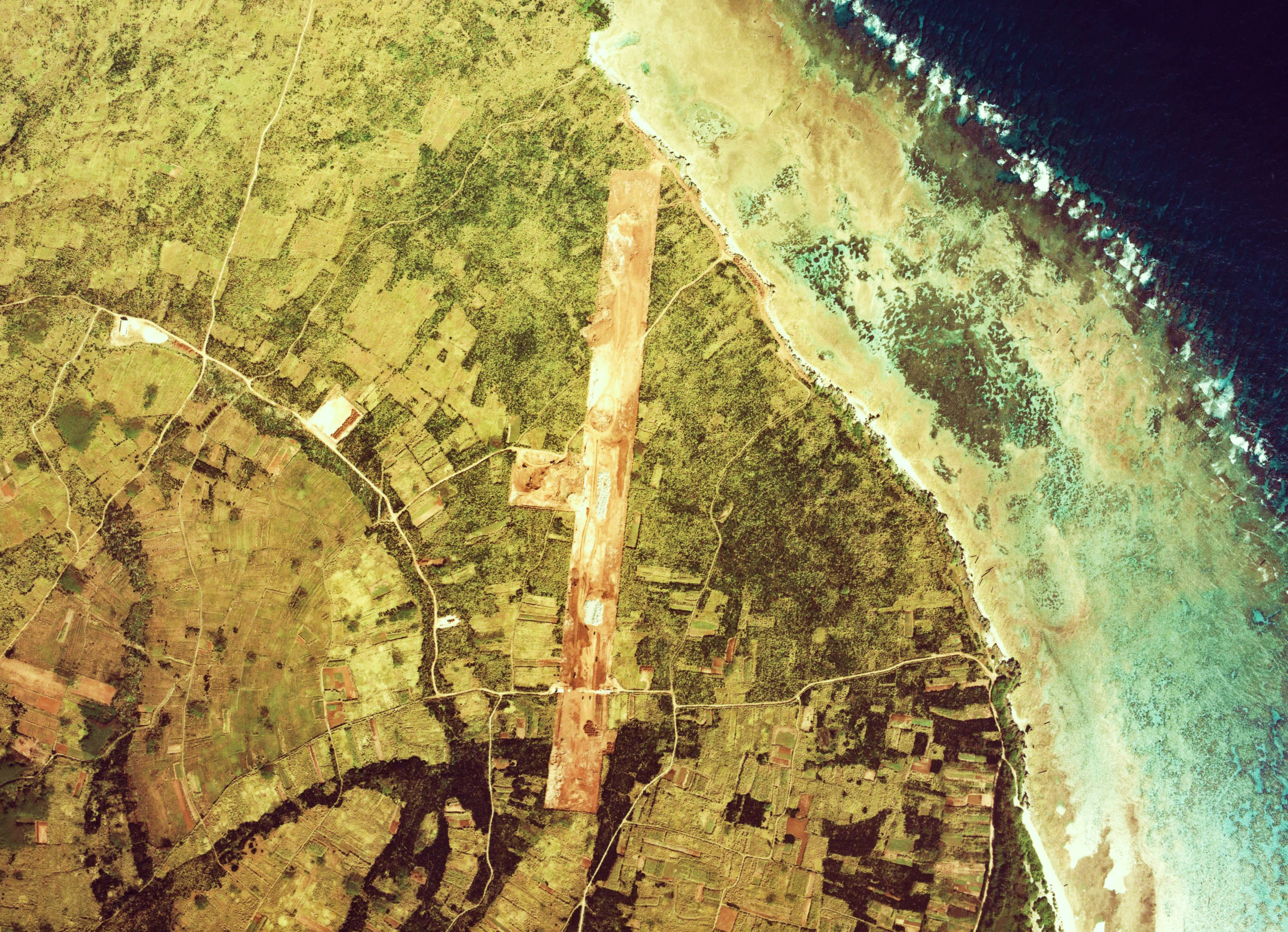
建設中の粟国空港付近の空中写真（1977年）

- 1978年（昭和53年）7月6日 - 第三種空港として供用開始。那覇 - 粟国間に南西航空（SWAL、現日本トランスオーシャン航空（JTA））が就航（デ・ハビランド・カナダ DHC-6）[5][6]
- 1989年（平成元年）12月20日 - 琉球エアーコミューター（RAC）が那覇 - 粟国線の運航を開始（ブリテン・ノーマン アイランダー（BN-2））[5][6]
- 1992年（平成4年）11月16日 - JTAからRACに運航を引き継ぐ[5]
- 2000年（平成12年）8月 - BN-2型機のみの運航となる[5]
- 2009年（平成21年）6月18日 - 琉球エアコミューターが運航を休止。6月19日から第一航空が那覇 - 粟国線を不定期運航[5][6]
- 2015年（平成27年）
  - 8月2日 -  アイランダー（BN-2）に代わりDHC-6-400が就航[7]
  - 8月28日 - 8時55分頃、那覇発の第一航空101便（DHC-6-400型機）が着陸時に滑走路を逸れ、外周のフェンスに衝突する事故が発生した[8][9]
  - 11月 - エクセル航空が那覇 - 粟国でヘリコプターによる不定期運航（ヘリタクシー）を開始[10]
- 2018年（平成30年）
  - 1月15日 - 第一航空が期間限定で運航を再開（同年3月末日まで）[11]
  - 4月1日 - 第一航空が運航を再休止[4]
  - 4月27日 - 第一航空が沖縄からの撤退を表明[12]
  - 6月7日 - 搭乗客を迎えるために那覇空港から粟国空港に向かったエクセル航空のヘリコプターが海上に墜落。エクセル航空は運航を休止[10]
- 2020年（令和2年）10月15日 - エクセル航空によるヘリタクシー再開[13]
- 2021年（令和3年）
  - 7月21日 - 第一航空がチャーター方式で運航を再開[14]、併せてエクセル航空運航のヘリタクシーについて粟国村による補助事業終了

## 施設
1978年の開港以来、滑走路は800mで運用されてきた。琉球エアーコミューターによるブリテン・ノーマン アイランダー（BN-2B）引退後の2009年に沖縄県と粟国村による「粟国空港協議会」が設置され、滑走路の延伸（移設）が検討された。計画案では、海上の埋め立てを伴う現滑走路を両方向に延長するＡ案と、滑走路の向きを西側に回転して陸域だけで滑走路を整備するＢ案の2案があった。しかし、延長に必要な土地の地権者が探し出せない等の問題が発生し、延長計画は頓挫した。
2018年4月以降の運航再開の目途が立たないまま、同年5月に新空港ターミナルビルの供用が開始された。なお、ターミナルの建て替えのため、2015年4月からはプレハブ工法の仮設ターミナルで運営されていた。
- 同空港カウンター
- 待合室とカウンター

## 運航の変遷
1978年の開港と同時に、南西航空（SWAL、現日本トランスオーシャン航空: JTA）の粟国 - 那覇線が就航。その後、路線を引き継いだ琉球エアーコミューター（RAC）が、長らくブリテン・ノーマン アイランダー（BN-2、レシプロエンジン式）を運航していたが、運航乗務員の定年退職や、滑走路の1200mへの拡張工事が使用機材のデ・ハビランド・カナダ DHC-8への変更に間に合わないことを理由に2009年6月に運休し、同年6月19日より第一航空が路線を引き継ぐ形で不定期運航を開始した。
BN2アイランダーは定員9名で、日本国内の定期航空路線でもっとも旅客定員が少なかった。また、機材が小型のため、旅客ごとの体重のバランス等を考慮して座席が指定されていた。なお、巡航高度は500m程度、速度は120km/h程度であった。
2015年8月28日、那覇発粟国行きの第一航空101便（DHC-6-400, JA201D）が、粟国空港の着陸時に滑走路から逸脱する事故が起き、空港外周のフェンスに衝突した。乗員乗客14人中11人が負傷した。粟国 - 那覇線は長期にわたり運休することとなった。
2016年8月には、第一航空が、操縦士の新規雇用や訓練等を進め、順調に行けば2017年7月に運航を再開したいとの意向を沖縄県及び粟国村に示し、2016年11月には、国土交通省は2017年秋に運航を再開させる計画であると報じられた。しかし、2017年11月になって、第一航空から再開は「翌年にずれ込む」との見通しが示され、実際には、2018年1月15日に、同年3月までの期限付きで約2年5ヶ月ぶりに那覇便の運航が再開された。
赤字補てん協議が難航した結果、4月1日からの運航は休止。4月27日に第一航空が沖縄からの撤退を表明し、その後事業所を閉鎖。運航再開の目途が立たなくなっていた。
2020年（令和2年）10月、経営体制の変わった第一航空が「2015年に当空港で発生させた同社の航空機事故を起因とする県の補助金減額は一方的で違法だ」として、沖縄県を相手に起こした損害賠償請求訴訟の取り下げの動きを進めた結果、第一航空代表と副知事の会談が行われ、「粟国―那覇路線」を含む離島便（波照間・多良間）再開への議論が行われた。その後、再開に向けて検討は進展し、さらに早期就航を優先したため、当面は運航費への国庫補助対象外となるチャーター方式が採用された。今後は利用状況をみて定期便化し、その後、国に補助の承認を求める予定である。

## アクセス
- 粟国村内各地と空港を結ぶ村営コミュニティバス「アニー号」が運行されている[26]。
- 粟国村中心部や粟国港フェリー乗り場から空港までは、徒歩で約40分から45分かかる。

- コミュニティーバス「アニー号」

## かつてのターミナルと使用機

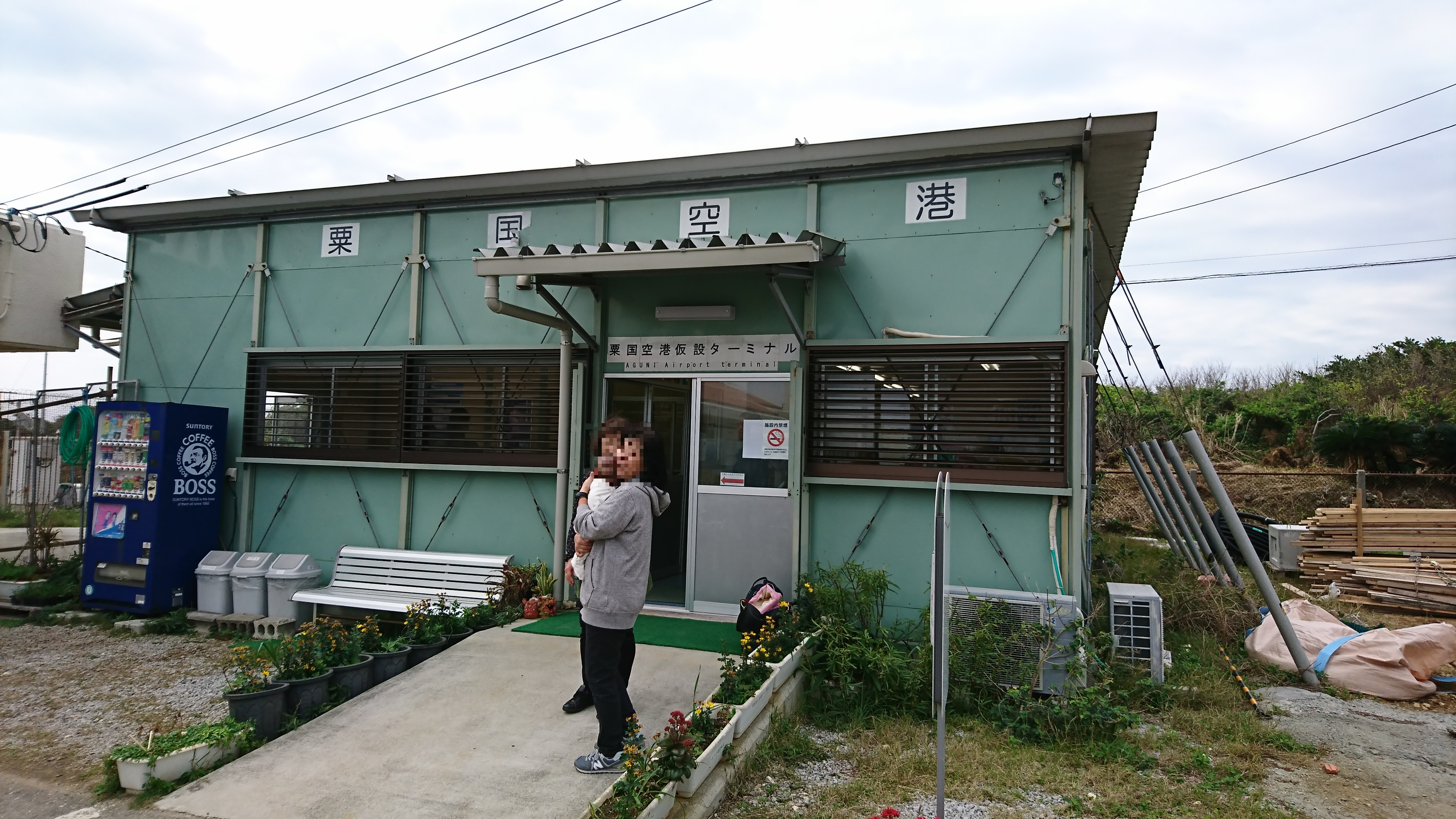
仮設ターミナル（2018年）
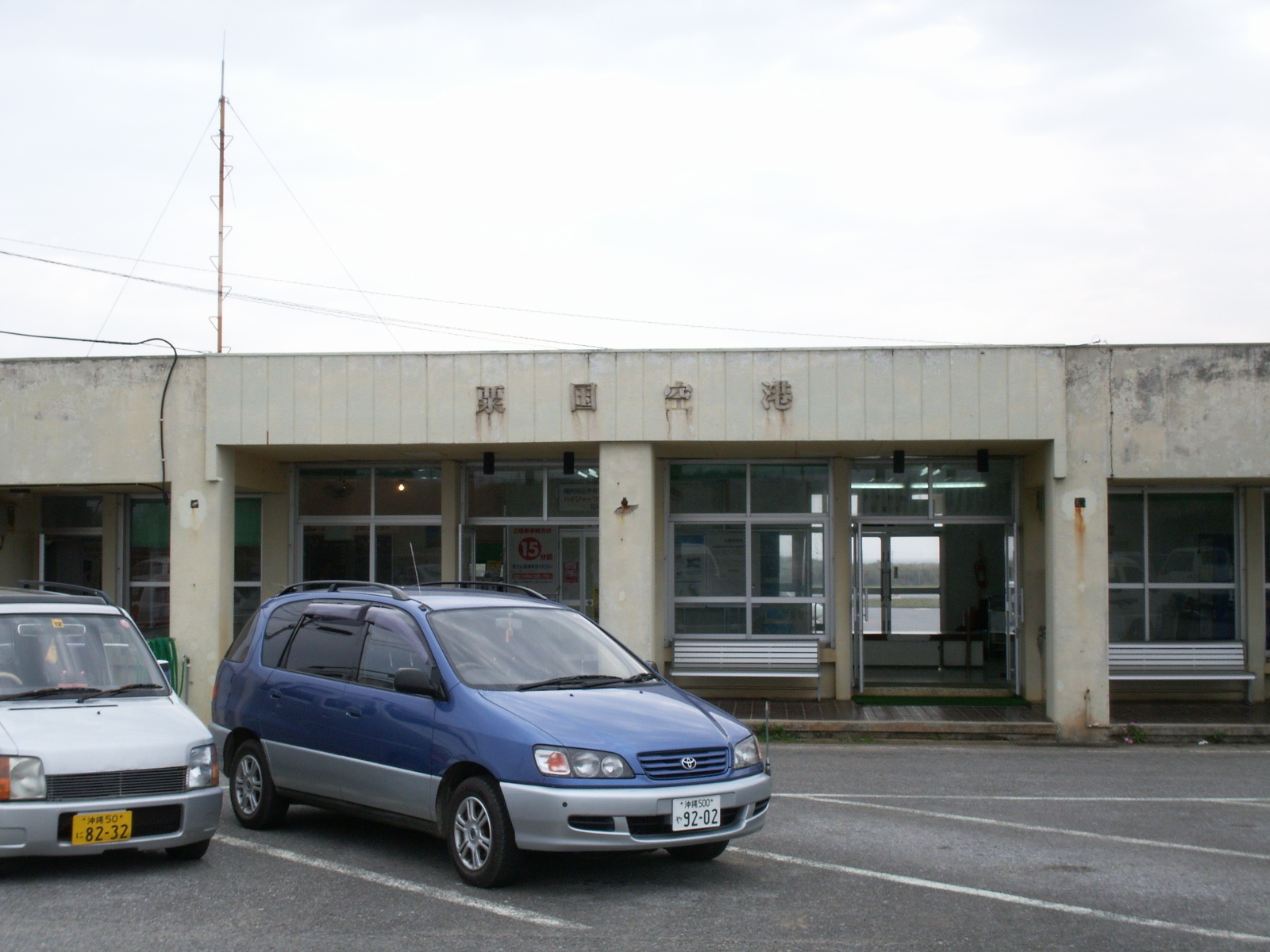
旧ターミナル（解体済み、2006年）
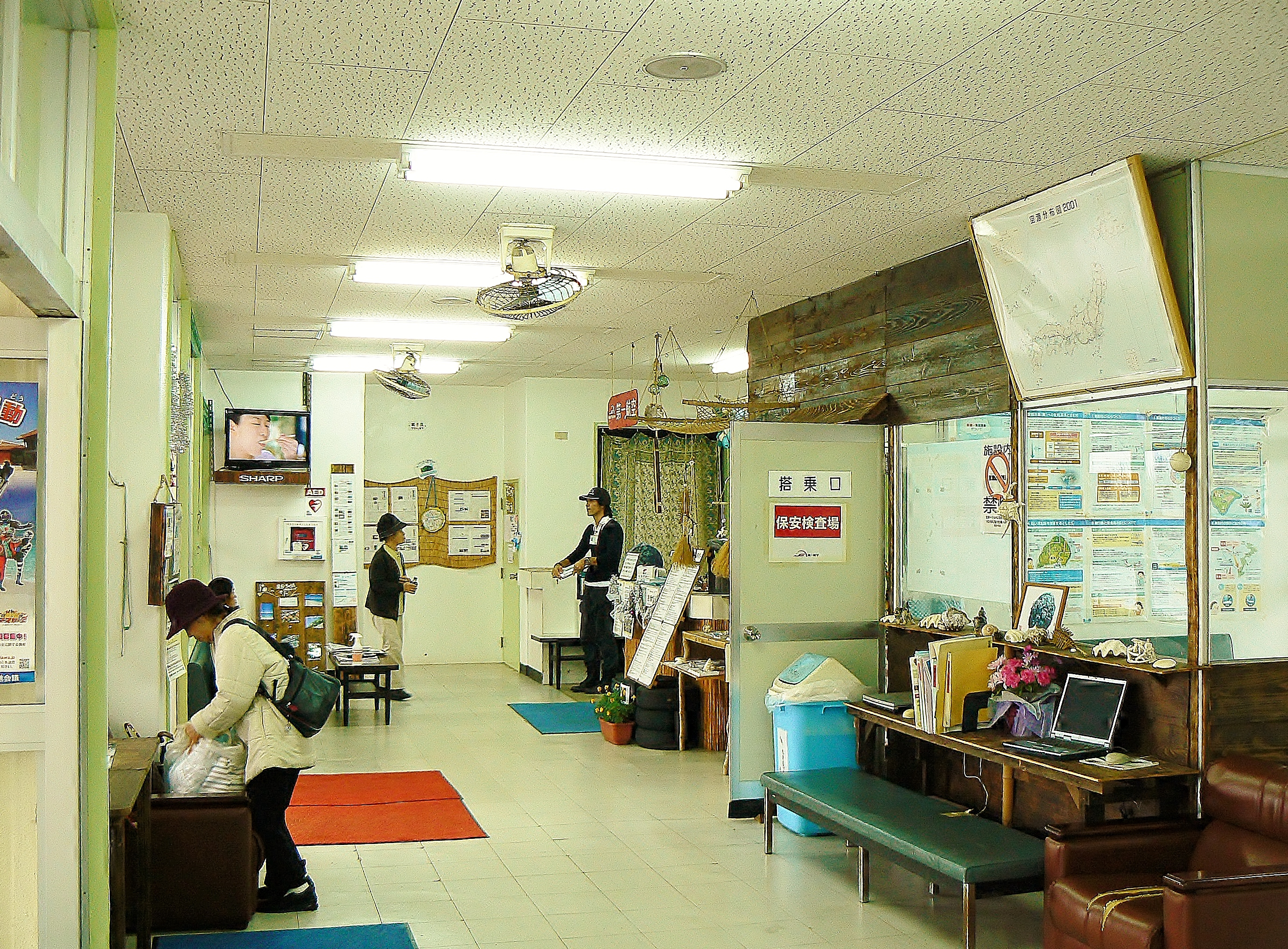
旧待合室内の様子（2011年）
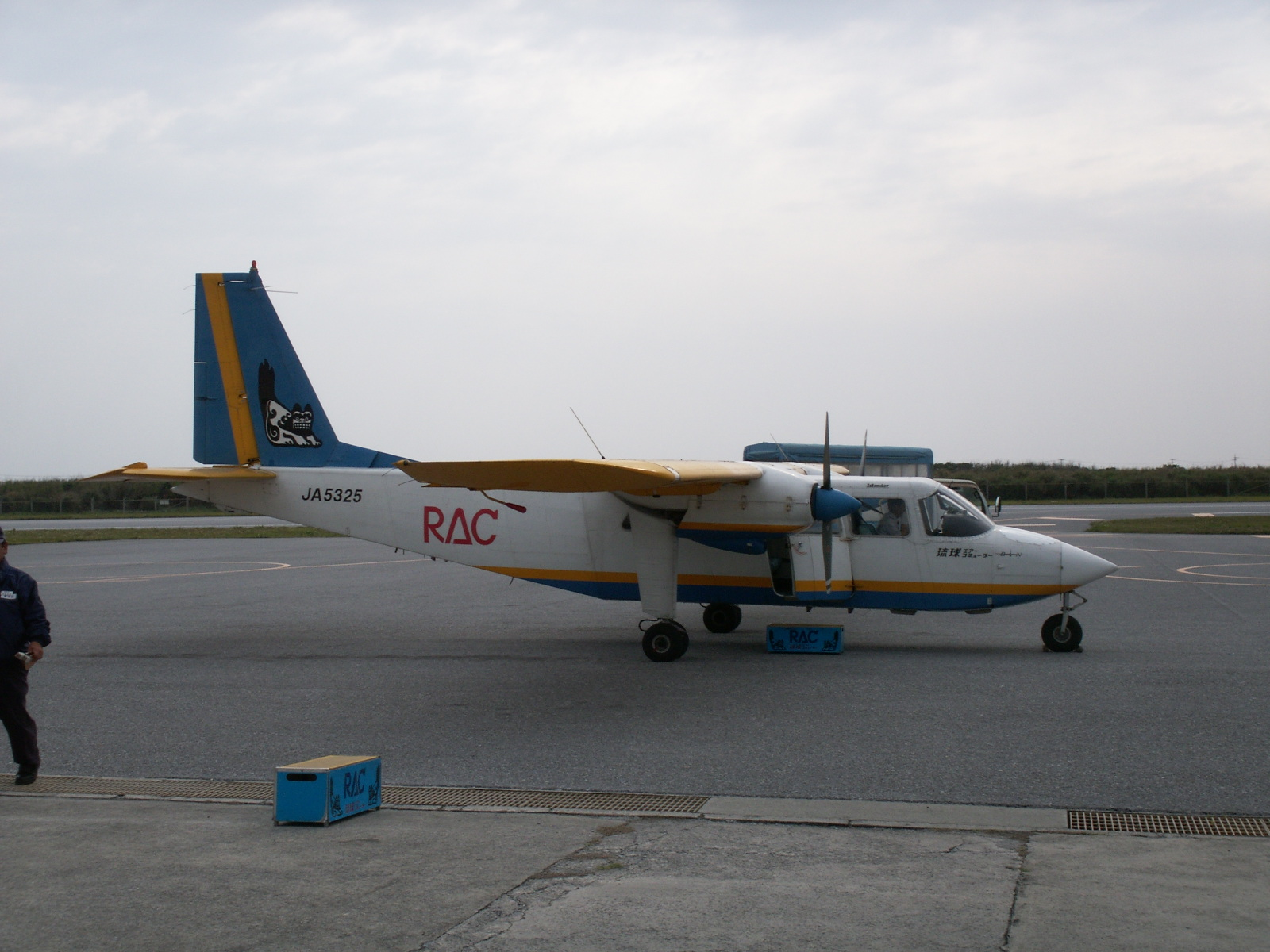
粟国空港に駐機するBN2アイランダー。 琉球エアーコミューター（RAC）が2009年6月まで運航していた。